# Olivier Ntcham
Jules Olivier Ntcham (Longjumeau, 9 de fevereiro de 1996) é um futebolista profissional camaronês que atua como meio-campista. Atualmente defende o Samsunspor.

## Carreira
Olivier Ntcham começou a carreira profissional no Manchester City em 2015, mas não chegou a disputar nenhuma partida oficial pelos Citizens e emprestado ao Genoa por 2 anos, com opção de compra. Com a camisa dos Grifoni, foram 41 jogos disputados (37 pela Série A e 3 pela Coppa Italia) e 3 gols marcados.
Viveu sua melhor fase defendendo o Celtic entre 2017 e 2021, disputando 146 partidas no total e fazendo 24 gols, conquistando ainda um tricampeonato escocês, 2 Copas da Escócia e 3 Copas da Liga. Ele chegou a ser emprestado ao Olympique de Marseille por um curto período (4 jogos pela Ligue 1 e 2 pela Copa da França). A contratação de Ntcham desagradou o treinador português André Villas-Boas, que pediu demissão um dia depois
Em setembro do mesmo ano, foi contratado pelo Swansea City, em transferência sem custos.

## Carreira internacional
Nascido em Longjumeau e descendente de camaroneses, Ntcham representou as seleções de base da França entre 2011 e 2019, ano em que foi pré-convocado para 2 jogos da Seleção Camaronesa, contra Cabo Verde e Ruanda, pelas eliminatórias da Copa das Nações Africanas.
A estreia oficial do meio-campista pelos Leões Indomáveis foi em setembro de 2022, na derrota por 2 a 0 para o Uzbequistão, sendo convocado para a Copa do Mundo. O meio-campista disputou o último jogo da fase de grupos, contra o Brasil, que estava classificado - apesar de ter vencido por 1 a 0, os camaroneses foram eliminados com a vitória da Suíça por 3 a 2 sobre a também eliminada Sérvia.

## Títulos
Celtic
- Scottish Premiership: 2017–18, 2018–19[14] 2019–20[15]
- Copa da Escócia: 2017–18, 2018–19
- Copa da Liga Escocesa: 2017–18, 2018–19, 2019–20[16]